# Don Bosco Verlag
Der Don Bosco Verlag ist ein Fachverlag für Elementarpädagogik und Religion in Trägerschaft der katholischen Ordensgemeinschaft Salesianer Don Boscos.

## Geschichte
1925 wurde der Salesianer-Verlag, der Vorläufer des heutigen Don Bosco Verlags, in München gegründet. 1938 wurde der Verlag durch die Nationalsozialisten verboten, die Räume durch die Gestapo versiegelt. 1943 vernichtete zudem ein Bombenangriff das Verlagsgebäude mit allem Inventar und dem Archiv. 
Nach dem Zweiten Weltkrieg setzte sich der Salesianer Don Boscos Edmund Johannes Lutz für die Verlagsneugründung ein, die 1948 erfolgte. Seinem Engagement und der Fürsprache des bekannten Schriftstellers Erich Kästner ist es zu verdanken, dass die amerikanische Militärregierung dem Don Bosco Verlag am 12. August 1948 die Lizenz erteilte, pädagogische und pastorale Medien im Sinne des heiligen Don Boscos zu veröffentlichen. Der Verlag entdeckte schon früh Schriftstellerpotenziale, wie zum Beispiel 1952 Luise Rinser mit ihrem Weihnachtstheaterstück Sie zogen mit dem Stern. 
Um die bisherige Programmstruktur um den Bereich der Elementarpädagogik zu erweitern, erwarb der Don Bosco Verlag 1963 den Lindauer Verlag Kleine Kinder. Werke von Autorinnen wie Elfriede Pausewang – die Mutter der Autorin Gudrun Pausewang – erfuhren bis heute zahlreiche Nachauflagen. 1988, nach dem Tod des Geschäftsführers Johann Ernstberger, übernahm der Salesianer Don Boscos Alfons Friedrich die Verlagsleitung. 1987 veröffentlichte der Verlag erstmals Texte von Elli Michler, 1989 den bekannten Text Ich wünsche dir Zeit. 1995 übernahm der Don Bosco Verlag den Hildesheimer Bernward Verlag mit seinen Verlagsschwerpunkten Hilfen für die pastorale Praxis und Religionspädagogik. Die katechetischen Veröffentlichungen werden seither unter dem Label Bernward bei Don Bosco publiziert.
Um sich wirtschaftlichen und gesellschaftlichen Herausforderungen besser stellen zu können, wurde 1999 die Don Bosco Medien GmbH gegründet, zu der neben dem Buchverlag eine Zeitschriftenredaktion, Druck und Design, Fachbuchhandel und ein Klosterladen als Geschäftsbereiche gehören.
2003 veröffentlichte der Verlag die Tagebuchaufzeichnungen der tödlich verunglückten Filippa Sayn-Wittgenstein, die posthum mit dem Buch Filippas Engel zur Bestsellerautorin wurde.
Das sechzigjährige Bestehen des Don Bosco Verlages wurde im Jahr 2008 gefeiert.

## Unternehmensphilosophie
Die Don Bosco Medien GmbH folgt dem Anliegen des Ordensgründers Johannes Bosco (1815–1888), das Programm wurzelt in der Arbeit der katholischen Ordensgemeinschaft der Salesianer Don Boscos, die sich der Erziehung und Ausbildung von Kindern und Jugendlichen widmet. Ihre Produkte und Dienstleistungen sind dem Leitbild „Dem Leben Perspektive geben“ verpflichtet und richten sich an alle, die erzieherisch oder geistlich Mitmenschen, insbesondere Kinder und Jugendliche, begleiten.

## Programmbereiche
Das Verlagsangebot, mit rund 550 lieferbaren Medien, richtet sich an Kindertagesstätten, Schulen, Familien, Pfarrgemeinden und an Menschen, die in der Seniorenarbeit und Erwachsenenbildung tätig sind.
Der Programmbereich Elementarpädagogik umfasst:
- Ganzheitliche Praxishilfen für Kindertagesstätten, Horte, Grundschulen und für Eltern zu den Themen Sprache und Literacy, Naturwissenschaft, Mathematik, Technik, Musik, Umwelt, Kunst und Kreativität, Bewegung und Gesundheit
- Spielebücher für die Kinder-, Jugend- und Seniorenarbeit
- Grundlagenbücher für die Aus-, Fort- und Weiterbildung von Erzieherinnen und Erziehern in Kindertagesstätten

Der Programmbereich Religion umfasst:
- Praxishilfen für die Kinder- und Sakramentenkatechese
- religiöse Erwachsenenbildung
- spirituelle Begleiter zur Lebensführung und Ordensspiritualität
- theologische Fachbücher
- salesianische Themen

Der Programmbereich Geschenkbuch und Geschenkartikel umfasst:
- Gedichtsammlungen, z. B. von Elli Michler
- innovative Papeterieartikel, wie z. B. Zettelboxen, Kalender, Fächer und Wunschherzen

Der seit 2007 geführte Programmbereich Familie umfasst:
- Spielebücher, mit denen Eltern Kinder im Kindergarten- und Grundschulalter fördern
- Praxisbegleiter für junge Eltern